# X (serie di videogiochi)
X è una serie di videogiochi di simulazione spaziale, prodotti dalla casa Egosoft.
In tutti i titoli, il giocatore può vagare liberamente per l'universo, commerciare, combattere, costruire strutture e svolgere missioni.
Fanno parte della serie X i giochi:
- X: Beyond the Frontier (1999)
  - X: Tension (2000)
- X²: La minaccia (2003)
- X³: Reunion (2005)
- X³: Terran Conflict (2008)
  - X³: Albion Prelude (disponibile su Steam dal 15 dicembre 2011)
- X: Rebirth (2013)
- X4: Foundations (2018)

La Egosoft li ha anche ripubblicati in varie raccolte:
- X Gold, una raccolta dei primi 2 titoli (2001)
- X Superbox, raccolta di tutti i giochi della serie (10 ottobre 2010, aggiornato nel 2011)
- X³ Terran War Pack, una raccolta contenente Terran Conflict e Albion Prelude. (2011)
- X³ GoldBox, contiene tutti i titoli X³ (2011)

## Colonna sonora
Aleksej Zacharov ha composto i brani di X²: La minaccia, X³: Reunion, X³: Terran Conflict, X: Rebirth.